# 冇樟
（學名：Camphora micrantha）又名台灣牛樟、制高點樟、水樟、臭樟、牛樟（台灣）、黃樟樹（江西），台灣話：phàⁿ-chiuⁿ，是樟科樟属的植物。分布于台湾、越南以及中国大陆東南部，生长于海拔300米至1,800米的地区，多生在山坡、山谷密林中、路边以及河旁水边，目前尚未由人工引种栽培。